# Hans Hartung

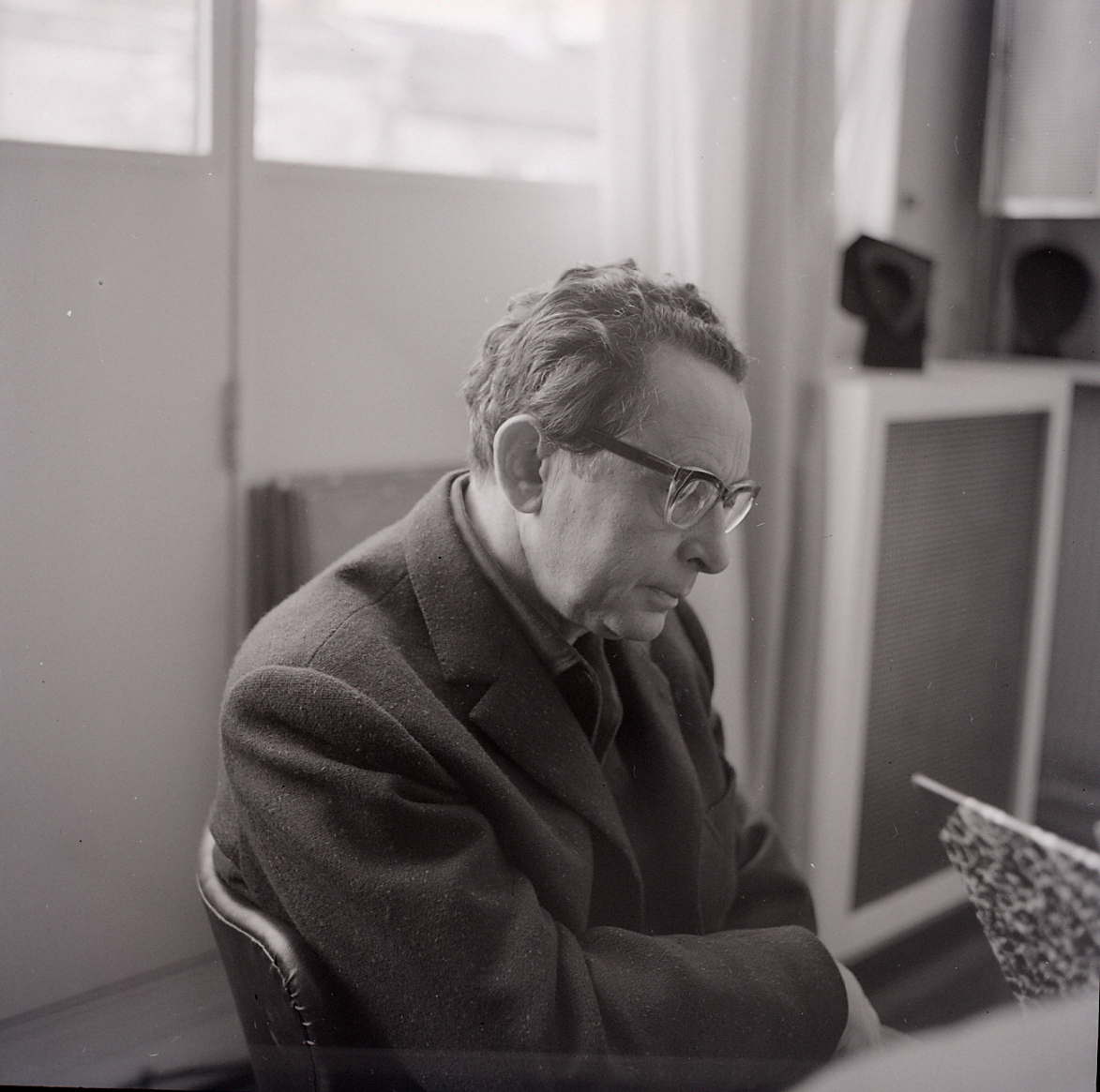
Hans Hartung, 1955.

Hans Heinrich Ernst Hartung (ur. 21 września 1904 w Lipsku, zm. 8 grudnia 1989 w Antibes we Francji) – niemiecko–francuski malarz i grafik.

## Życiorys
Od 1915 uczęszczał do Gimnazjum Humanistycznego w Dreźnie, gdzie uzyskał maturę.
Już w czasach szkolnych skłaniał się ku malarstwu nieprzedstawiającemu i tworzył obrazy abstrakcyjne. W 1924 zaczął studiować filozofię i historię sztuki na uniwersytecie w Lipsku. Pod wpływem spotkania z Wassylym Kandinskym i jego twórczością, w 1925 zmienił kierunek studiów na malarstwo w Wyższej Szkole Grafiki i Edytorstwa oraz Wyższej Szkole Sztuk Pięknych w Dreźnie. Od 1928 kontynuował studia malarskie u Maxa Doernera w Monachium.
W roku 1929 ożenił się z norweską malarką Anną-Ewą-Bergman (1909–1987).
Wkrótce jednak małżeństwo na skutek nacisków i starań teściowej zostało rozwiązane w Oslo pod nieobecność Hartunga. Hartung miał wówczas status bezpaństwowca i nie mógł opuścić Francji by rozmówić się z żoną.
W latach 1932–1934 Hartung mieszkał na wyspie Minorka, a od 1935 w Paryżu. W 1939 wstąpił do Legii Cudzoziemskiej. Służył między innymi w północnej Afryce. Wielokrotnie w niewoli, po zwolnieniu wstąpił ponownie do oddziałów francuskich. Latem 1940 mieszkał u rzeźbiarza abstrakcjonisty Julio Gonzáleza, z którego córką się ożenił.
W 1944 w czasie walk w Alzacji, został ciężko ranny – stracił nogę. W 1946 otrzymał francuskie obywatelstwo, został przyjęty do Legii Honorowej i odznaczony „Croix de Guerre”. W roku 1952 Hartung spotkał się z Anną-Ewą-Bergman na wystawie retrospektywnej swojego teścia Julio Gonsaleza. Ożenił się z nią ponownie i pozostał z nią do jej śmierci.
Po wojnie i długiej przerwie w malowaniu, pozostał jednym z najważniejszych przedstawicieli malarstwa informelu.

## Twórczość
Hartung był uczestnikiem wystaw: documenta I (1955), documenta II (1959) oraz documenta III (1964) w Kassel. W roku 1957 otrzymał Nagrodę im. Rubensa od miasta Sigen.
W 1960 został nagrodzony na Biennale w Wenecji.
W 1977 otrzymał  Pour le Mérite za Naukę i Sztukę.
W 1982 roku w Pinakotece Stuki Nowoczesnej, Państwowej Galerii w Monachium (Pinakothek der Moderne – Staatsgalerie Moderne Kunst München) została mu poświęcona sala – Hartung-Saal.
W Krajowym Muzeum Hesji w Darmstadt (Niemcy) w 1984 roku została urządzona sala Hartung-Raum.
Malarstwo Hartunga poprzez bezprzedmiotowość, graficzne czarne linie na jasnych tłach przypomina często chińskie malarstwo tuszem.